# Каблучка непорочності

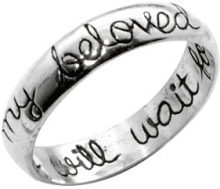
Каблучка непорочності з стерлінгового срібла

Каблучка непорочності, каблучка чистоти, каблучка цнотливості, каблучка стриманості (англ. purity ring) — символ цнотливості у вигляді каблучки, носимого людьми до весілля. Практика носити «каблучку непорочності» виникла в США в 1990-х роках серед  християнських груп, що виступають за стриманість від дошлюбного сексу. Носіння каблучки непорочності, як правило, супроводжується релігійною клятвою зберігати незайманість до шлюбу. Обряд носіння каблучки непорочності є частиною політики виховання, відомої як «статеве просвітництво, обмежене стриманістю». Ті, хто носить або заохочує носіння цих кілець, стверджують, що це єдиний ефективний спосіб зберегти цноту до шлюбу.
Церемонія приношення клятви зберігати цнотливість до шлюбу та вручення дав клятву кілець непорочності називається «бал непорочності». В основному, практика носити каблучку непорочності поширена у консервативних жителів Америки, зокрема, у мормонів. Обручку носять на безіменному пальці тієї руки, на яку в цій культурі має надягатися обручка.
Девід Баріо з «Columbia News Service » писав:
 Під час правління Буша, організації, які пропагують стриманість та заохочують підлітків надіти каблучку непорочності, отримали державні гранти. « The Silver Ring Thing », дочірня компанія євангельської церкви в Пенсільванії, яка займається продажем і розповсюдженням кілець непорочності в США та закордоном, отримала понад $ 1 млн. Від уряду. 
У 2005 році Американська спілка захисту громадянських свобод з Массачусетсу висунула звинувачення проти програми видачі грантів проєктам, які займаються пропагандою носіння кілець непорочності, стверджуючи, що дана програма не є світською, а отже, не має права на федеральне фінансування.
Багато американських знаменитостей, у тому числі Майлі Сайрус, Селена Гомес, Джессіка Сімпсон та музичний колектив Jonas Brothers носили каблучки непорочності.